# جون دبليو. برستون
جون دبليو. برستون (بالإنجليزية: John W. Preston) هو قاضي ومحامي أمريكي، ولد في 14 مايو 1877 في وودبوري في الولايات المتحدة، وتوفي في 18 فبراير 1958 في سان فرانسيسكو في الولايات المتحدة.